# Pagurus boletifer
Pagurus boletifer is een tienpotigensoort uit de familie van de Paguridae.